# Suze Fokker
Suzanna Petronella „Suze“ Fokker (* 21. Mai 1864 in Middelburg; † 29. August 1900 in Scheveningen) war eine niederländische Malerin und Zeichnerin.

## Leben und Werk
Suze Fokker wuchs mit ihrer Schwester auf. Sie besuchte von 1890 bis 1891 Abendkurse an der Rijksakademie van beeldende kunsten in Amsterdam und studierte an der Haager Akademie in Den Haag von etwa 1892 bis 1895. Danach entwarf sie mehrere Plakate und nahm an Ausstellungen teil.

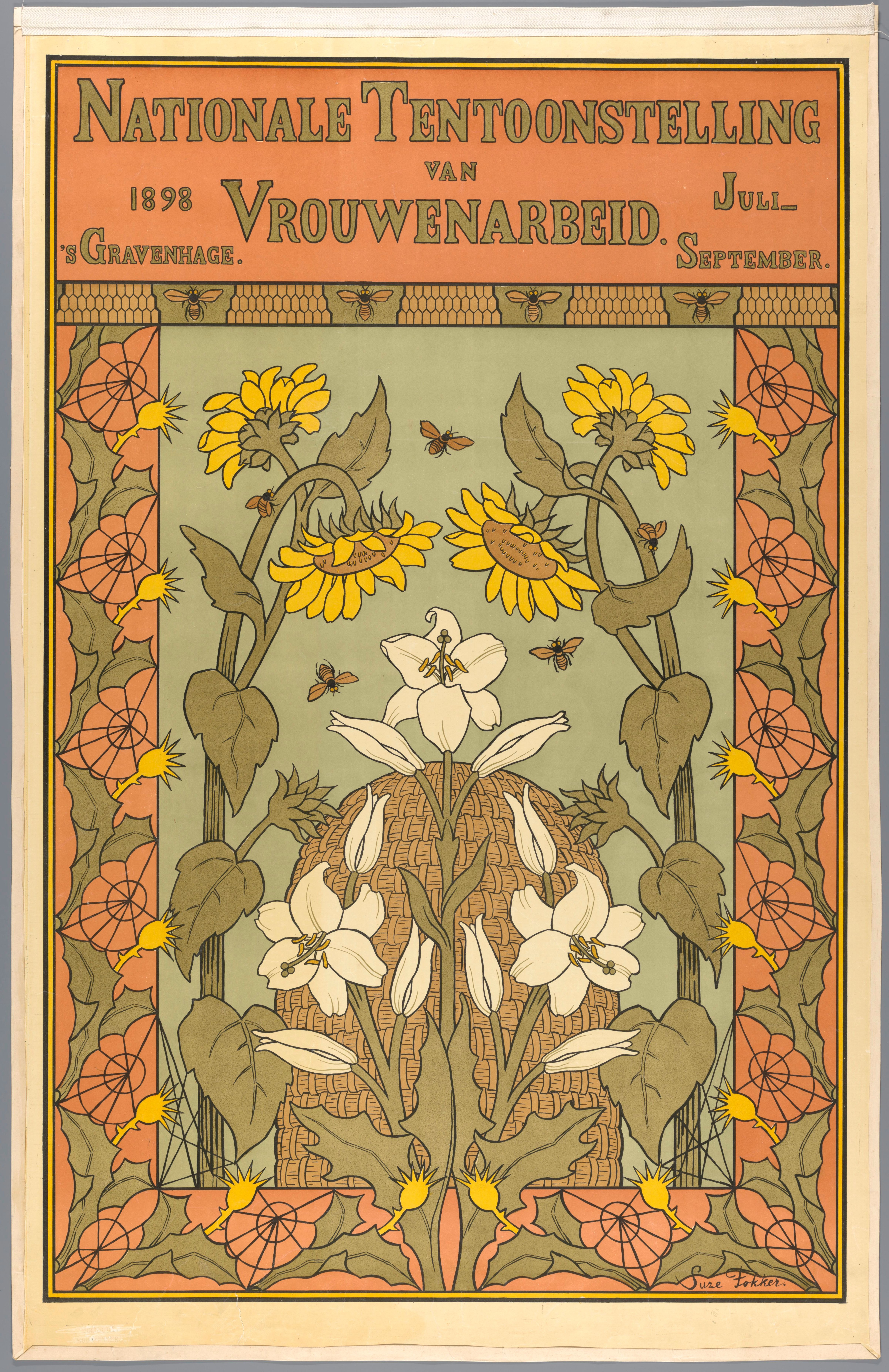
Plakat von Suze Fokker

Im Februar 1898 gewann sie den Wettbewerb zur Gestaltung des Plakats für die Nationale Tentoonstelling van Vrouwenarbeid (deutsch: Nationale Ausstellung von Frauenarbeit), die 1889 in Den Haag stattfand. Auf dem Ausstellungsplakat sind Sonnenblumen, Lilien und ein lebensgroßer Bienenkorb abgebildet. Damit orientierte sich Fokker an anderen Industrieausstellungen, die Bienen als Metapher für Fleiß und schwere Arbeit verwendet hatten. Ende 1898 nahm sie an einer Ausstellung mit Plakaten, Bucheinbänden, Kalenderblättern und Ähnlichem im „Utrechtsch Museum van Kunstnijverheid“ (Museum für Angewandte Kunst) in Utrecht teil. Aufgrund ihrer Bekanntheit wegen des Plakats für die Nationale Tentoonstelling van Vrouwenarbeid wurde sie Anfang 1900 für ein Werbeplakat der noch jungen „Vereeniging tot Bescherming van Vogels“ (Verein zum Schutz der Vögel) beauftragt. Das Plakat war transparent („vitrophanie“), zeigte in Blau und Gold zwei Motive nebeneinander und war speziell zum Aufhängen in Straßenbahnen und Bussen gedacht.
Suze Fokker starb 1900 im Alter von 36 Jahren und wurde auf dem Friedhof Oud Eik en Duinen begraben.